# Jasper (Florida)
Jasper ist eine Stadt und zudem der County Seat des Hamilton County im US-Bundesstaat Florida. Das U.S. Census Bureau hat bei der Volkszählung 2020 eine Einwohnerzahl von 3.621 ermittelt.

## Geographie
Jasper liegt jeweils etwa 130 km westlich von Jacksonville und östlich von Tallahassee.

## Geschichte
Die Pensacola and Georgia Railroad errichtete 1865 eine Eisenbahnstrecke von Live Oak über Jasper nach Du Pont in Georgia, der 1984 schließlich stillgelegt wurde. Eine weitere Bahnstrecke, von Palatka über Jasper nach Macon in Georgia, wurde 1885 von der Georgia Southern & Florida Railroad erbaut und dient heute noch dem Güterverkehr. Benannt wurde sie nach William Jasper, einem Helden des amerikanischen Revolutionskrieges.

## Demographische Daten
Laut der Volkszählung 2010 verteilten sich die damaligen 4546 Einwohner auf 895 Haushalte. Die Bevölkerungsdichte lag bei 891,4 Einw./km². 46,1 % der Bevölkerung bezeichneten sich als Weiße, 50,8 % als Afroamerikaner, 0,3 % als Indianer und 0,5 % als Asian Americans. 1,5 % gaben die Angehörigkeit zu einer anderen Ethnie und 0,9 % zu mehreren Ethnien an. 8,5 % der Bevölkerung bestand aus Hispanics oder Latinos.
Im Jahr 2010 lebten in 30,6 % aller Haushalte Kinder unter 18 Jahren sowie 31,8 % aller Haushalte Personen mit mindestens 65 Jahren. 62,0 % der Haushalte waren Familienhaushalte (bestehend aus verheirateten Paaren mit oder ohne Nachkommen bzw. einem Elternteil mit Nachkomme). Die durchschnittliche Größe eines Haushalts lag bei 2,33 Personen und die durchschnittliche Familiengröße bei 2,98 Personen.
11,6 % der Bevölkerung waren jünger als 20 Jahre, 49,5 % waren 20 bis 39 Jahre alt, 27,4 % waren 40 bis 59 Jahre alt und 11,6 % waren mindestens 60 Jahre alt. Das mittlere Alter betrug 33 Jahre. 80,2 % der Bevölkerung waren männlich und 19,2 % weiblich.
Das durchschnittliche Jahreseinkommen lag bei 25.703 $, dabei lebten 28,9 % der Bevölkerung unter der Armutsgrenze.
Im Jahr 2000 war Englisch die Muttersprache von 96,57 % der Bevölkerung und spanisch sprachen 3,43 %.

## Sehenswürdigkeiten
Das Old Hamilton County Jail und die United Methodist Church sind im National Register of Historic Places gelistet.

## Verkehr
Jasper wird von den U.S. Highways 41 (SR 25) und 129 (SR 100) sowie der Florida State Road 6 durchquert. Die nächsten Flughäfen sind der in Georgia gelegene Valdosta Regional Airport (rund 50 km nordwestlich) sowie der Gainesville Regional Airport (rund 120 km südlich).

## Kriminalität
Die Kriminalitätsrate lag im Jahr 2010 mit 332 Punkten (US-Durchschnitt: 266 Punkte) im durchschnittlichen Bereich. Es gab drei Raubüberfälle, zwölf Körperverletzungen, 31 Einbrüche und 30 Diebstähle.

## Tochter der Stadt
- Lillian Smith (1897–1966), Schriftstellerin